# Кунгурская пещера
Кунгу́рская ледяна́я пеще́ра — одна из самых популярных достопримечательностей Предуралья. Вместе с Ледяной горой образует историко-природный комплекс регионального значения. Пещера находится в Пермском крае, на правом берегу Сылвы на окраине города Кунгур в селе Филипповка, в 100 км от Перми.
Одна из крупнейших карстовых пещер в Европейской части России, семнадцатая в мире гипсовая пещера по протяжённости. Протяжённость пещеры по данным на 2021 год составляет около 8153 м, из них около 2 километров оборудовано для посещений туристами. Температура воздуха в центре пещеры от +5 °C до −2 °C, относительная влажность в центре пещеры — 100 %. Кунгурская пещера содержит 48 гротов, около 70 озёр (крупнейшее из них, Большое подземное озеро имеет объём 1300 м³, площадь 1460 м², глубину до 5 м), 146 т. н. «органных труб» (самая высокая — в Эфирном гроте, 22 м) — высоких шахт, доходящих почти до поверхности. Возраст пещеры оценивается в 10–12 тысяч лет.

## История
История Кунгурской пещеры тесно связана с появлением и развитием Кунгура. Город первоначально был основан в 1648 году при впадении реки Кунгур в реку Ирень, а в 1663 году, после восстания башкир, перенесён к устью последней. По преданиям, первые русские поселенцы спасались в пещере от набегов татар и башкир и от зимних морозов. Также есть легенда, что в окрестностях пещеры зимовал отряд Ермака перед походом в Сибирь (1579). 

### Дореволюционное изучение
В 1703 году указом Петра I были посланы из Тобольска в Кунгур для составления чертежа земель Кунгурского уезда известный географ и картограф того времени Семён Ремезов с сыном. Они составили карту уезда и путь к Большому подземному озеру. Ремезовым в 1703 году был составлен план пещеры. С. Ремезов нашёл в ней столбы, подпиравшие своды, кресты, установленные на камнях, икону. Перед входом имелись печи для обжига гипса.

Позднее Ледяную пещеру дважды в 1720 и 1736 году посетил В. Н. Татищев, который в работе «Сказание о звере мамонте» (1736) объяснил, что под гигантским слоном, который якобы вырыл пещеру, местные жители имели в виду вымершего мамонта. Он же в этой работе впервые правильно объяснил происхождение подземных пустот Кунгурской пещеры и описал свои эксперименты для подтверждения своей теории. Татищев в 1736 году составил утерянный ныне подробный план пещеры. В 1770 году ход к Большому озеру был описан И. И. Лепёхиным. В дальнейшем о пещере писали известные учёные И. Гмелин и М. Я. Киттары. 
В XIX веке экскурсии любознательных из Кунгура, Перми и отдалённых городов не были редким событием. При этом обычно нанимались проводники из крестьян с. Банного (ныне Филипповка). В деле популяризации пещеры большая заслуга принадлежит уроженцу Кунгура А. Т. Хлебникову, который совершил полное приключений путешествие через Японию в Америку и несколько лет прожил за границей. В 1914 году он арендовал у местной общины крестьян участок с пещерой, поселился у входа, распространял рекламные альбомы, афиши и водил экскурсии и таким образом оставался неформальным хранителем пещеры до 1951 года. 
В 1859 году художники Я. М. Иконников и А. Я. Головин посетили пещеру и оставили её зарисовки. Накануне Первой мировой войны, 13 июля 1914 года, вместе с дочерью Луизой пещеру посетила немецкая принцесса Виктория фон Баттенберг — старшая сестра последней царицы.

### Советское время
В 1933 году экскурсионная база при пещере уже располагала помещением для ночлега; выделялись средства для благоустройства подземных ходов. В 1934–35 годах точный план пещеры был составлен экспедицией Н. М. Переслегина. В эти же годы экспедицией «Гидростройпроекта» была разведана дальняя часть подземного лабиринта. В 1937 году, незадолго до посещения пещеры экскурсией XVII Международного геологического конгресса, был пробит 40-метровый туннель в Бриллиантовый грот. Постепенно росло количество экскурсантов. В числе посетителей пещеры были «всесоюзный староста» М. И. Калинин, маршалы В. К. Блюхер и Г. К. Жуков, академики А. Е. Ферсман и Д. В. Наливкин. 
С 1948 года охрану Кунгурской пещеры и обслуживание экскурсий осуществляла карстово-спелеологическая станция, созданная Московским государственным университетом имени М. В. Ломоносова и позднее переданная Уральскому филиалу АН СССР. С 1969 года обслуживание экскурсантов принял на себя Пермский областной совет по туризму и экскурсиям. В следующие годы к пещере была построена асфальтированная дорога, пробит тоннельный выход длиной 109 м из грота Вышка. Возглавлял тогда изучение Кунгурской пещеры стационар Уральского научного центра Академии наук СССР. Длительные наблюдения на подземных метеорологических и гидрометрических постах позволили рассчитать теплообмен пещеры, величину испарения и конденсации влаги при зимней и летней циркуляции воздуха, обнаружить взаимосвязь уровней Сылвы и подземных озёр. Составлен новый инструментальный план пещеры, общая протяжённость её достигла 5,6 км.
С развитием геофизических исследований пещера стала полигоном для испытаний новых приборов и методов. Чтобы обнаружить подземные ходы с поверхности, геофизики отделения дальних передач института Теплоэлектропроект, Московского и Пермского университетов применили электроразведку, площадное электропрофилирование, вертикальное и круговое электрозондирование, измерение естественного электрического поля. Институт геофизики Уральского научного центра АН СССР провёл гравиметрическую и магнитную разведки. В пещере для обнаружения неразведанных полостей применялись радиоволновое просвечивание, микросейсморазведка, регистрация космических излучений. В 1966 году Институт геофизики Уральского научного центра АН СССР оборудовал под землёй наклономерную станцию «Кунгур» для изучения движений земной коры и отдельных блоков пород с помощью высокочувствительных горизонтальных маятников. В течение десяти лет велась непрерывная запись на фотобумаге наклонов и сотрясений земной коры. На службу исследователям пришла автоматика. В гротах установлены самопишущие регистраторы уровня подземных вод, температуры, влажности, атмосферного давления, с помощью дистанционных счётчиков учитывается количество просачивающейся воды.
В связи с внезапным обвалом пород, загородившим выход наружу, 31 декабря 1974 года группа студентов-спелеологов была вынуждена встретить Новый год в одном из гротов пещеры.

## Описание
У подножия крутого южного склона, на берегу Сылвы, скрытый зеленью парка, располагается вход в пещеру — бетонированный тоннель. К востоку от тоннеля в обрыве над заброшенным естественным входом в пещеру обнажаются гипсы и ангидриты верхнего (иренского) горизонта кунгурского яруса, переслаивающиеся с пачками известняков и доломитов. Эти породы, слагающие основу Ледяной горы, имеют мощность до 60 м. Гипсы перекрыты слоем рыхлых отложений, состоящих из обломков известняка и доломита с глинистым заполнителем. Ещё выше встречаются песчано-глинистые отложения древней террасы. В ближайшей к выходу части пещеры круглый год сохраняются ледяной покров на полу и ледяные кристаллы на сводах.
В кровле пещеры известно более 130 цилиндрических каналов — «органных труб» с поперечником до 3–9 м и высотой до 20 м. Под устьями труб часто можно видеть конусообразные глинисто-глыбовые осыпи.

### Геология
В Пермском Предуралье известно более ста пещер в сульфатных породах, однако размеры карстовых полостей и коэффициент внутренней закарстованности в их границах не идут ни в какое сравнение с Кунгурской пещерой. Отсюда можно сделать вывод, что последняя формировалась в особо благоприятных условиях.
Рассматривая геологическую карту Кунгура, можно видеть, что пещера располагается на контакте нижнего «филипповского» горизонта кунгурского яруса, сложенного известняками и доломитами, и верхнего (иренского) горизонта, сложенного в основном гипсами и ангидритами. Граница между горизонтами у входа в Кунгурскую пещеру проходит на глубине около шести метров ниже уровня Сылвы.
Из наблюдений в Кунгурском и других районах Предуралья известно, что закарстованность сульфатных пород в плане и на поперечных профилях резко возрастает на границе с карбонатными толщами. Усиление закарстованности объясняется поступлением слабоминерализованных гидрокарбонатно-кальциевых вод из карбонатных толщ в легкорастворимые сульфатные породы.
Закарстованность усиливается также в зоне периодических колебаний подземных вод. Амплитуда этих колебаний в Кунгурской ледяной пещере достигает во время весенних паводков трёх-четырёх метров. Слабоминерализованные речные воды, вторгаясь в прибрежные массивы, растворяют, а затем выносят в реки до 2 г/л сернокислого кальция. Значит, расширение пещерных галерей в настоящее время происходит в основном в периоды паводков. Сосредоточение карста на пересечении уровня реки с плоскостью раздела карбонатной и сульфатной толщ кунгурского яруса помогает нам восстановить историю формирования Кунгурской пещеры.
Горизонтальные площадки на сводах, фиксирующие высокие уровни воды, встречаются до абсолютных отметок 119—120 метров. На той же высоте располагаются потолки Центрального, Кораллового и других гротов пещеры, не затронутые обрушениями. Следовательно, подземные галереи начали формироваться в то время, когда р. Сылва в паводки поднималась на 0,5-1 метров над поверхностью первой надпойменной террасы. Во время наводнений речные, а также подземные воды и теперь приближаются к этому уровню, на что указывают листья и стебли трав, оставленные водой в трещинах и нишах пещерных стен.
По археологическим данным, первая надпойменная терраса образовалась в 8–7-м тысячелетиях до н. э., возраст известных нам галерей Кунгурской пещеры также не превышает 10 тыс. лет. Более древние этажи, соответствующие 2–4-й террасам, неизвестны. По-видимому, они не имели значительного развития и были погребены в результате обвалов кровли. В периоды формирования этих террас контакт между иренским и филипповским горизонтами на уровне реки располагался в нескольких сотнях метров к востоку. Поэтому подземные галереи, сравнимые по величине с известными галереями Кунгурской пещеры, располагались здесь же и были позднее уничтожены вместе с вмещающими их гипсами.
В пределах Ледяной горы, видимо, существовал ещё один древнейший ярус подземных полостей, расположенный ниже современного уровня Сылвы. В плиоцене, когда территория Предуралья испытала эпейрогенические движения значительной амплитуды, русло Сылвы в районе Кунгура углубилось ниже современного уровня. Ко времени формирования этой переуглублённой долины относятся наиболее древние галереи Кунгурской пещеры. На контакте иренского и филипповского горизонтов эти галереи имели крупные размеры. Они были заполнены обломками гипсов, а также доломитов, залегающих в 20–25 м выше уровня Сылвы, что свидетельствует о значительной высоте обвальных сводов. Однако песчано-гравийный материал из отложений плиоценовых террас не найден. Следовательно, сквозные каналы в кровле пещеры отсутствовали.
Последующее опускание местности сопровождалось заполнением долины Сылвы песчано-глинистыми и гравийными отложениями. Пласты гипсов и ангидритов в сводах галерей, а также в целиках между ними испытали складчатые и сбросовые деформации. Крупнообломочные отложения в древних полостях в результате уплотнения и пластического течения гипсов превратились в скальную породу — карстовую брекчию. Такие брекчии, причудливо изъеденные водой, можно видеть в сводах Скульптурного и других гротов Кунгурской пещеры. Древняя галерея прослеживается от грота Руины до Кораллового грота. Крутой и высокий склон Ледяной горы, подработанный в основании карстовыми водами, испытывает медленное смещение в сторону эрозионного вреза. Одновременно происходит раскрытие тектонических трещин двух направлений, по которым и образовалась решётчатая система карстовых полостей. Формированию и длительному сохранению крупных пустот с высокими обвальными сводами благоприятствует значительная высота Ледяной горы и её гипсового цоколя.
По своему формированию пещера относится к озерному, а не речному типу — иными словами пещера образовалась не в результате действия концентрированного подземного водотока.

## Ледяная гора
Надпещерный участок Ледяной горы также является памятником природы и экскурсионным объектом. В рельефе этого участка ярко выражено разрушительное действие подземных вод на легкорастворимые гипсы и ангидриты.
Поверхность Ледяной горы усеяна карстовыми впадинами конусообразной и блюдцеобразной формы. Величина их в плане доходит до 100 м, глубина — до 15 м. На склонах карстовых впадин встречаются выходы гипсов, а на дне — поноры, через которые снеговые и ливневые воды проникают в толщу сульфатных пород. Часть впадин залилась и превратилась в карстовые озёра и болота. В границах Ледяной горы на участке с площадью 10 000 м2 насчитывается приблизительно 3000 впадин. Ежегодно обнаруживаются свежие провальные углубления, которые чаще возникают на дне и склонах старых карстовых впадин.
Неровный рельеф Ледяной горы объясняет крайнюю пестроту почвенного покрова и растительности. Ледяная гора с её берёзовыми перелесками среди полей входит в пределы островной кунгурской лесостепи. На южном склоне горы распространены виды, приспособившиеся к обилию в почве гипса. Здесь же нашла убежище реликтовая степная и горностепная растительность. На ветру колышутся, расстилаясь по склону, серебристые нити краснокнижного  ковыля перистого (Stipa pennata L.). Во второй половине лета расцветают голубые шары мордовника русского (Echinops ritro subsp. ruthenicus), называемого в народе «адамовой головой». Изредка попадаются редкие виды орхидных —  пыльцеголовник красный (Cephalanthera rubra) и дремлик тёмно-красный (Epipactis atrorubens). В составе гипсофильной флоры здесь обычны овсец пустынный (Helictotrichon desertorum), шалфей степной (Salvia stepposa), котовник голый (Nepeta nuda), тимьян Башкирский (Thymus bashkiriensis), качим высокий (Gypsophila altissima), василёк сибирский (Psephellus sibiricus), полынь холодная (Artemisia frigida) и шелковистая (Artemisia sericea), астрагал датский (Astragalus danicus) и множество других степных растений.

## Климат
Многочисленные органные трубы и расщелины, пронизывающие кровлю пещеры толщиной 60–80 м, способствуют интенсивной сезонной тяге воздуха. В зимнее время она направлена от входа вглубь Ледяной горы, летом — движение обратное. Зимой стены первых гротов, Бриллиантового и Полярного, охлаждаются до −10 °C, в сильные морозы температура воздуха снижается до −30 °C. В глубине пещеры становится теплее. Леденящий ветер, дующий во входном туннеле, обращается в ласковый освежающий ветерок. Согревшись от соприкосновения с каменными стенами гротов до температуры +5 °C, воздух поднимается по расщелинам и органным трубам на поверхность. В некоторых воронках среди снега образуются проталины. Всю зиму пещера копит холод, отдавая тепло в атмосферу с восходящими воздушными потоками. Подсчитано, что общий вынос тепла в зимний период достигает 2,14 млн ккал/сутки.
В летний период нисходящая тяга воздуха сопровождается аккумуляцией тепла, главным образом в надпещерных каналах и трещинах. Суммарный приток тепла летом составляет 1,5 млн ккал/сутки. Закрывая двери тоннеля на лето, искусственно уменьшают тягу воздуха и сохраняют холод.
Относительная влажность воздуха в гротах пещеры составляет 90–100 %. На пересечении подземных галерей и при входе в крупные гроты, где смешиваются потоки воздуха с разной температурой, происходит интенсивная конденсация влаги. В Коралловом гроте летом и зимой своды и будка метеорологического поста блестят от осевшей влаги. С выступов свода то и дело срываются крупные капли воды. Но самая интенсивная конденсация происходит не в пещере, а в трещинах и пустотах кровли. Смешиваясь с влагой, фильтрующейся через покровные суглинки, конденсационные воды просачиваются обратно в пещеру. Капель со сводов не прекращается и в морозы.
В гротах Бриллиантовом, Полярном, Вышке из боковых ходов в основную галерею поступает влажный пещерный воздух, который, охлаждаясь, оставляет иней на сводах. Ледяные кристаллы растут всю зиму, усложняясь, и, в зависимости от температуры, принимают форму лепестков, лотков, шестисекторных воронок, прямоугольных ячеек, игл.
Зимой в пещере обнаруживается резкое различие температуры воздуха у пола и потолка. В Крестовом гроте разница составляет 4 °C, в гроте Руины — 2,4 °C. Капли воды, срываясь со свода, падают, застывая на полу в виде ледяных столбиков — сталагмитов. Когда же и под сводами температура опускается ниже 0 °C, начинают расти сосульки — сталактиты. Особенно интенсивно растут сталактиты и сталагмиты весной, в период таяния снега на Ледяной горе.
Многолетние льды покрывают пол гротов Бриллиантового, Полярного, Данте, Крестового слоем, достигающим мощности 2 м. Площадь распространения многолетних льдов около 500 м², а их объём 350 м³. Возникали они, главным образом, в периоды интенсивных потеплений, когда сверху просачивалась по трещинам вода, и в последние годы пополняются за счёт падающих ледяных кристаллов. На одних участках многолетние льды испаряются потоком морозного воздуха, на других, наоборот, ледяной покров растёт, уменьшая сечение подземных галерей, изменяя направления воздушных потоков. В ровной ледяной стене, вырубленной десятки лет тому назад между Бриллиантовым и Полярным гротами, экскурсанты видят теперь глубокие ниши — результат испарения льда. На дне этих ниш осел слой гипсовой «муки» — минерального остатка, некогда растворённого в просачивающейся воде.

## Гроты
Известные ходы и гроты Кунгурской пещеры вытянулись по трещинам северо-западного, а также северо-восточного направлений и образуют решётчатую систему. Каждое ответвление представляет вереницу расширений-гротов, связанных тесными коридорами. Общее протяжение обследованных ходов составляет 5,6 км. Гроты Великан, Географов и другие достигают 40 м в ширину при высоте обвальных сводов до 10 м. Суммарный объём пустот около 100 тыс. м³. Ещё такой же объём занят упавшими глыбами, глиной, подземными водоёмами и льдом.
Пещера имеет 58 гротов. Для туристов проходить можно по Большому кругу или по Малому кругу. В большинстве гротов температура около нуля, экосистема воздуха близка к стерильной: зимой количество бактерий в 1 м³ составляет порядка 1000 (по одному из замеров от 135 до 1620). Есть некоторые гроты, температура которых даже летом остаётся минусовой, например Бриллиантовый грот (годовые колебания от –3,5 ° до –2,0  °С). Максимальные температуры, равные температуре нейтрального слоя, отмечены в гроте Дружбы Народов (5,4 °С), а минимальные — в привходовых гротах Бриллиантовый (–23,9 °С) и Вышка (–17,7 °С). Самый крупный — грот Географов — 50 тыс. м3, на туристическом маршруте — грот Великан — 45 тыс. м³. В Метеорном гроте искусственная подсветка создаёт впечатление пролетающего метеора.
В летнее время в гротах укрываются на днёвку летучие мыши. В экскурсионной и заповедной частях Кунгурской пещеры осенью и зимой встречаются ночницы Брандта (Myotis brandtii). В 2002 году в пещере был отмечен бурый ушан (Plecotus auritus).

## Озёра
Всего пещера насчитывает 70 озёр, крупнейшее из которых — Большое подземное — имеет объём 1300 м³, площадь 1460 м², глубину — до 5 м. 
Буровые скважины под илистыми отложениями на дне озера вскрывают доломиты филипповского горизонта. Слабо растворимые в воде пласты доломита ограничивают рост полостей. Этим и объясняется приблизительно одинаковая предельная глубина разных озёр.
В некоторые периоды уровень озёр на 0,1–0,4 м превышает уровень воды в Сылве. Однако в известных галереях пещеры уклон подземных вод направлен не к реке, как следовало бы ожидать, а вглубь Ледяной горы, к гроту Географов. К озеру в этом гроте течёт по пещере ручей. Вероятно, грот Географов имеет сообщение с неизвестными галереями, которые подходят к реке ниже по течению.
Температура воды пещерных озёр изменяется вместе с температурой воздуха. В 1980 году в Большом озере она менялась от +5 зимой до +5,2 °C летом, в Длинном гроте — от +3,7 до +4 °C. На озёрах грота Великан зимой появляется лёд, а озёра в гроте Вышка зимой 1973 года промёрзли до дна, и лишь паводковые воды во время наводнения 1979 года растопили лёд.
Почти весь год вода подземных озёр имеет минерализацию, близкую к полному насыщению гипсом, — 2,1–2,2 г/л. При испарении, а также вследствие подтока вод иного состава, из пересыщенного раствора выпадают кристаллы кальцита и гипса. На поверхности озёр образуются пятна из сросшихся кристаллов, а в некоторых озёрах нарастает сплошная корочка, похожая на мутный лёд.
В озёрах встречаются эндемики карбонатно-гипсового карста Сылвенского кряжа рачки-гаммарусы крангониксы Хлебникова (Crangonyx chlebnikovi), которые являются единственными троглобионтами, имеющим морфологические признаки, свидетельствующие о его адаптации к пещерному образу жизни. Плотность популяции крангониксов низкая. Пищей этим рачкам служит детрит растительного и, реже, животного происхождения, поступающий с дневной поверхности (полуразложившиеся волокна древесины).

## Наводнения
Во время паводков на р. Сылве наблюдается подъём уровня воды в пещерных озёрах на 0,8–1,6 м и более. Пик паводка в пещере запаздывает на 5–11 суток по сравнению с рекой. При средней высоте паводка озёра остаются прозрачными. Во время известного наводнения 1979 года в Кунгуре уровень Сылвы поднялся почти на 8 м, до отметки 120,74 м у пещеры. Вода прорвала некоторые дамбы, и часть города была затоплена. Вход в пещеру удалось своевременно завалить глиной. Однако вода нашла обходной путь там, где река подходит вплотную к гипсовым кручам. Фильтруясь через глыбовые завалы, речные воды проникли в грот Вышку и затопили низкие участки пола. От принесённого тепла на глазах таяли, осыпались со сводов ледяные кристаллы. Поток мутной воды устремился в гроты Великан, Длинный и далее вглубь пещеры. Озёра сливались, появились новые там, где их не было. Гроты оказались наполовину затопленными. Уровень подземных вод поднялся на 4 м. Под водой оказался экскурсионный маршрут от Крестового грота до Большого озера и обратный путь. Через глинистый завал вода проникла также во входной туннель и образовала наледь на полу. Спад уровня подземных вод растянулся на месяц. Пещера была закрыта для экскурсантов. После ухода воды на полу остался слой илистого осадка, не просыхающего во влажной пещерной атмосфере, сползли некоторые осыпи, завалив тропу.
Вторжение речных вод с минерализацией 0,25 г/л сопровождается интенсивным растворением и выносом сульфатных пород. Особенно велика агрессивность воды в начале пути, где происходит фильтрация через глыбовые отложения. После наводнения 1979 года место поглощения речных вод обозначилось крупным оползнем, возникшим над вновь сформировавшейся полостью.
Прежде, во время наводнений, доступ речных вод в пещеру был настолько свободным, что позволял заплывать крупным рыбам. Их скелеты неоднократно находили в углублениях глинистого пола.

## Проект открытия новых галерей
В результате комплексных спелеологических исследований в послевоенный период многократно вырос поток туристов. Общая же длина галерей Кунгурской пещеры с 1947 по 1979 год увеличилась лишь с 4,8 до 5,6 км. Многие её ответвления кончаются перед завалами из крупных глыб, которые невозможно пройти без взрывов. Применение же взрывчатых веществ не только связано с большими расходами, но часто невозможно вследствие недостаточной прочности гипсовых сводов. 
На плане пещеры, составленном С. Ремезовым, к востоку от старого входа показана галерея, кончающаяся гротом с «природными каменными ступенями». В старинных описаниях галереи выделено до шести гротов. Имеются также некоторые указания на то, что известные галереи Кунгурской пещеры продолжаются на север — в сторону гидрогеологического водораздела и на запад — вдоль правого берега Сылвы. Например, внутри глыбовых осыпей, замыкающих продолжение галерей, ощущается движение воздуха, отклоняющее пламя свечи.
При совмещении детальных планов пещеры и Ледяной горы нетрудно заметить, что цепи провальных воронок тянутся к северу и западу на продолжении разведанных галерей. С помощью электроразведки в тех же направлениях были оконтурены неизвестные пустоты. Наибольший интерес для подземной разведки представляет участок берёзовой рощи к западу от Кунгурского городища. Скопление крупных провальных воронок с выходами гипсов свидетельствует о наличии в глубине значительных пустот. Второй перспективный участок для поисков подземных ходов находится на северо-западной окраине Ледяной горы, в урочище Байдарашки. Поверхность земли здесь усеяна множеством карстовых впадин разнообразной формы и величины.
Открытие новых галерей в глубине Кунгурской пещеры, а также новых пещер в границах Ледяной горы увеличит подземную часть заповедника и одновременно позволит расширить зону строгой охраны.
Для сохранения ценных экскурсионных объектов и карстового ландшафта необходимо обеспечить охрану всего надпещерного участка, южного края Ледяной горы, занятого сосновыми посадками и берёзовой рощей, и урочища Байдарашки. В будущем охраняемые участки на Ледяной горе должны войти в состав заповедника, включающего Спасскую и Подкаменную горы.
В 2021 году ученые-спелеологи Кунгурской лаборатории Горного института Уральского отделения Российской академии наук завершили новую, более точную топосъёмку, учли второстепенные ходы, и определили протяженность пещеры 8153 м.
- Бриллиантовый грот (он же Полярный) — здесь температура воздуха всегда ниже нуля, и лёд не тает
- Грот Данте — природные потолочные блоки
- Грот Морское Дно
- Скульптурный грот
- Подземное озеро в Длинном гроте
- Фигура крысы в гроте Вышка